# 八道湾胡同
八道湾胡同，是位于北京市西城区北部的一条胡同。现已无存。

## 简介
八道湾胡同为曲折走向，南到前公用胡同，西到赵登禹路，中间与后公用胡同相接，全长190米，平均宽4米。清朝称八调湾、八条湾，因为该胡同曲折很多而得名。1911年之后称八道湾。八道湾胡同11号院为鲁迅、周作人兄弟的旧居，是鲁迅1919年至1923年的居住地，2002年8月被西城区人民政府公布为西城区文物暂保单位“鲁迅著书处”。
2010年代，为建设北京市第三十五中学新址，八道湾胡同被拆除。2014年，北京市第三十五中学高中部迁入新校址。八道湾胡同11号院也被纳入新校址内，经过修缮，挂牌“周氏兄弟旧居”，成为北京三十五中高中部图书馆的一部分，用于学生阅览室。